# ويب أوثن
مصادقة الويب (WebAuthn) هي معيار ويب نُشِّر بواسطة اتحاد شبكة الويب العالمية (W3C). يعد WebAuthn مكونًا أساسيًا لمشروع FIDO2 بتوجيه من FIDO Alliance. الهدف من المشروع هو توحيد واجهة لمصادقة المستخدمين على التطبيقات والخدمات المستندة إلى الويب باستخدام تشفير المفتاح العام.
من جانب العميل، يمكن تنفيذ دعم WebAuthn بعدة طرق. تُنَفَّذ عمليات التشفير الأساسية بواسطة المصادق، وهو نموذج وظيفي مجرد غير مألوف في الغالب فيما يتعلق بكيفية إدارة المواد الأساسية. هذا يجعل من الممكن تنفيذ دعم WebAuthn في البرامج فقط، والاستفادة من بيئة التنفيذ الموثوقة للمعالج أو وحدة النظام الأساسي الموثوقة (TPM). يمكن أيضًا إلغاء تحميل عمليات التشفير الحساسة إلى أداة مصادقة الأجهزة المتجولة والتي يمكن الوصول إليها بدورها عبر الناقل التسلسلي العام أو Bluetooth Low Energy أو اتصالات المجال القريب (NFC). يتوافق مصدق الأجهزة المتجولة مع عميل FIDO مع بروتوكول المصادقة (CTAP)، مما يجعل WebAuthn متوافقًا بشكل فعال مع معيار FIDO Universal 2nd Factor (U2F).